# 메이트 가르시아
마이테이 저넬 가르시아(영어: Mayte Jannell Garcia, 1973년 11월 12일 ~ )는 미국의 가수, 배우이다.

## 출연 작품
- 라이프 이즈 핫 인 크랙타운 (2009년)
- 파이어하우스 독 (2007년)
- 더스 (2005년)
- 러브 돈 코스트 어 씽 (2003년)
- 겟 오프 (1991년)

### 텔레비전
- 언데이터블 (2010년)
- 아미 와이브즈 1 (2007년)